# 霍羅斯諾
49°38′46″N 23°58′19″E / 49.64611°N 23.97194°E
霍羅斯諾（烏克蘭語：Хоросно），是烏克蘭西部的村莊，隸屬利維夫州的利維夫區。該村面積2.11平方公里，海拔高度280米，2017年人口394，人口密度每平方公里206.64人。